# Midden-Delfland

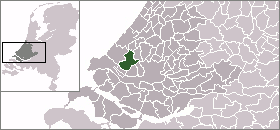
läge i Zuid-Holland

Midden-Delfland är en kommun i provinsen Zuid-Holland i Nederländerna. Kommunens totala area är 49,38 km² (där 1,93 km² är vatten) och invånarantalet är på 17 072 invånare (2004).